# Tau protein
Tau protein ili t protein (engl Microtubule-associated protein tau, (skraćeno MAPT) pripada grupi proteina povezanih sa mikrotubulama (engl Microtubule-associated protein (MAP). Alternativno spajanje MAPT gena generiše šest poznatih izoformi proteina u ljudskom telu.
Ovi proteini se često nalaze u neuronima centralnog nervnog sistema, a retko - na drugim mestima, mada se slabo izražavaju u astrocitima i oligodendrocitima centralnog nervnog sistema.

## Istorija
Tau protein je otkriven 1975. godine u laboratoriji Marka Kiršnera, na Univerzitetu Princeton.

## Uloga
Tau protein je visoko rastvorljiv protein tau povezan sa mikrotubulama (MAPT). Kod ljudi se ovi proteini nalaze uglavnom u neuronima u poređenju sa ćelijama koje nisu neuronske. Jedna od glavnih funkcija taunproteina je moduliranje stabilnosti aksonskih mikrotubula. Ostali MAP-ovi nervnog sistema mogu obavljati slične funkcije, kao što to prikazano kod miševe koji nisu imali abnormalnosti u razvoju mozga - verovatno zbog kompenzacije u tau nedostatku od strane drugih MAP-a.
Tau nije prisutan u dendritima i aktivan je pre svega u udaljenim delovima aksona gde omogućava stabilizaciju mikrotubula, ali i fleksibilnost po potrebi. To je u suprotnosti sa MAP6 proteinima u proksimalnim delovima aksona, koji u suštini zaključavaju mikrotubule i MAP2 koji standiraju mikrotubule u dendritima. Pored njihovih funkcija stabiliziranja mikrotubula, otkriveno je i da su MAPT regrutovali signalne proteine i regulisali transport mikrotubularnim posredovanjem.
Tau proteini stupaju u interakciju sa tubulinom kako bi stabilizovali mikrotubule i promovisali nakupljanje tubulina u mikrotubulama. Tau ima dva načina za kontrolu stabilnosti mikrotubula: izoforme i fosforilacija.

## Genetika
Kod ljudi, MAPT gen za kodiranje tau proteina nalazi se na hromozomu 17k21, koji sadrži 16 eksona. Glavni protein tau-a u ljudskom mozgu je kodiran sa 11 eksona. Izuzetno su spojeni eksoni 2, 3 i 10 koji vode do formiranja šest tau izoforma. U ljudskom mozgu, tau proteini čine porodicu od šest izoforma sa rasponom od 352-441 aminokiselina. Tau izoformi su različiti bilo u nuli, jednom ili u dva umetanja od 29 aminokiselina na N-terminalnom delu (ekson 2 i 3), i tri ili četiri ponavljajuće regije na C-terminalnom delu (ekson 10). Dakle, najduža izoforma u CNS-u ima četiri ponavljanja (R1, R2, R3 i R4) i dva umetka (ukupno 441 aminokiselina), dok najkraća izoforma ima tri ponavljanja (R1, R3 i R4) i nema umetka (352 amino kiselina ukupno).
MAPT gen ima dve haplogrupe, H1 i H2, u kojima se gen pojavljuje u obrnutim orijentacijama. Haplogrupa H2 je česta samo u Evropi i kod ljudi evropskog porekla. Izgleda da je haplogrupa H1 povezan sa povećanom verovatnoćom određenih demencija, kao što je Alchajmerova bolest. Prisustvo obe haplogrupe u Evropi znači da rekombinacija između obrnutih haplotipova može rezultovati nedostatkom jedne od funkcionalnih kopija gena, što potom rezultuje urođenim defektima.

## Patologija
Tau proteini su proteini koji su povezani sa mikrotubulama, i uglavnom izraženi u neuronima. Tau proteini čine nekoliko izoformi i igraju važnu ulogu u transformaciji tubulinskih monomera u mikrotubule i održavanju citoskeleta i aksonskog transporta. 
Objedinjavanje specifičnih skupova tau proteina u filamentoznim inkluzijama je uobičajena karakteristika intraneuronalnih i glialnih fibrilarnih lezija - tauropatija u brojnim neurodegenerativnim poremećajima (Alchajmerove bolest; tauropatija). 
Kod Alchajmerove bolesti, frontotemporalnih demencija i nekih drugih demencija, prekomerno fosforilovani tau protein formira neurofibrilarne tanglice, zaustavljajući stabilizaciju mikrotubula.
Vrednosti ukupnih i fosforiliranih tau proteina u cerebrospinalnoj tečnosti (likvoru) značajno su veće u grupi bolesnika  s AD nego u sgrupi bolesnika s FTD. pri čemu se u odnosu na ukupne tau proteine pomoću fosforiliranih tau proteina (npr. p-tau199, p-tau213 i drugih) može značajno pouzdanije razlikovati AD od FTD. 
Razine A42 u likvoru osoba s FTD su u proseku manje u odnosu na zdrave kontrole, ali isto tako u proseku veće u odnosu na AD. Odnos  A42/40 značajno je povećan u FTD u odnosu na AD i zdrave kontrole. Pri tome treba znati da su, baš kao i u AD, u bolesnika s FTD niži nivoi A42 u likvoru povezani sa lošijim kognitivnim statusom i slabijim izvršnim funkcijama.

## Literatura
- Goedert M, Crowther RA, Garner CC (1991). „Molecular characterization of microtubule-associated proteins tau and MAP2”. Trends Neurosci. 14 (5): 193—9. PMID 1713721. S2CID 44928661. doi:10.1016/0166-2236(91)90105-4.
- Morishima-Kawashima M, Hasegawa M, Takio K, Suzuki M, Yoshida H, Watanabe A, Titani K, Ihara Y (1995). „Hyperphosphorylation of tau in PHF”. Neurobiol. Aging. 16 (3): 365—71; discussion 371—80. PMID 7566346. S2CID 22471158. doi:10.1016/0197-4580(95)00027-C.
- Heutink P (2000). „Untangling tau-related dementia”. Hum. Mol. Genet. 9 (6): 979—86. PMID 10767321. doi:10.1093/hmg/9.6.979.
- Goedert M, Spillantini MG (2000). „Tau mutations in frontotemporal dementia FTDP-17 and their relevance for Alzheimer's disease”. Biochim. Biophys. Acta. 1502 (1): 110—21. PMID 10899436. doi:10.1016/S0925-4439(00)00037-5.
- Morishima-Kawashima M, Ihara Y (2001). „[Recent advances in Alzheimer's disease]”. Seikagaku. 73 (11): 1297—307. PMID 11831025.
- Blennow K, Vanmechelen E, Hampel H (2002). „CSF total tau, Abeta42 and phosphorylated tau protein as biomarkers for Alzheimer's disease”. Mol. Neurobiol. 24 (1–3): 87—97. PMID 11831556. S2CID 24891421. doi:10.1385/MN:24:1-3:087.
- Ingram EM, Spillantini MG (2002). „Tau gene mutations: dissecting the pathogenesis of FTDP-17”. Trends Mol Med. 8 (12): 555—62. PMID 12470988. doi:10.1016/S1471-4914(02)02440-1.
- Pickering-Brown S (2004). „The tau gene locus and frontotemporal dementia”. Dement Geriatr Cogn Disord. 17 (4): 258—60. PMID 15178931. S2CID 27693523. doi:10.1159/000077149.
- van Swieten JC, Rosso SM, van Herpen E, Kamphorst W, Ravid R, Heutink P (2004). „Phenotypic variation in frontotemporal dementia and parkinsonism linked to chromosome 17”. Dement Geriatr Cogn Disord. 17 (4): 261—4. PMID 15178932. S2CID 36197015. doi:10.1159/000077150.
- Kowalska A, Jamrozik Z, Kwieciński H (2004). „Progressive supranuclear palsy--parkinsonian disorder with tau pathology”. Folia Neuropathol. 42 (2): 119—23. PMID 15266787.
- Rademakers R, Cruts M, van Broeckhoven C (2004). „The role of tau (MAPT) in frontotemporal dementia and related tauopathies”. Hum. Mutat. 24 (4): 277—95. PMID 15365985. S2CID 28578030. doi:10.1002/humu.20086.
- Lee HG, Perry G, Moreira PI, Garrett MR, Liu Q, Zhu X, Takeda A, Nunomura A, Smith MA (2005). „Tau phosphorylation in Alzheimer's disease: pathogen or protector?”. Trends Mol Med. 11 (4): 164—9. PMID 15823754. doi:10.1016/j.molmed.2005.02.008. hdl:10316/4769.
- Hardy J, Pittman A, Myers A, Gwinn-Hardy K, Fung HC, de Silva R, Hutton M, Duckworth J (2005). „Evidence suggesting that Homo neanderthalensis contributed the H2 MAPT haplotype to Homo sapiens”. Biochem. Soc. Trans. 33 (Pt 4): 582—5. PMID 16042549. doi:10.1042/BST0330582.
- Deutsch SI, Rosse RB, Lakshman RM (2006). „Dysregulation of tau phosphorylation is a hypothesized point of convergence in the pathogenesis of alzheimer's disease, frontotemporal dementia and schizophrenia with therapeutic implications”. Prog. Neuropsychopharmacol. Biol. Psychiatry. 30 (8): 1369—80. PMID 16793187. S2CID 6848053. doi:10.1016/j.pnpbp.2006.04.007.
- Williams DR (2006). „Tauopathies: classification and clinical update on neurodegenerative diseases associated with microtubule-associated protein tau”. Intern Med J. 36 (10): 652—60. PMID 16958643. S2CID 19357113. doi:10.1111/j.1445-5994.2006.01153.x.
- Pittman AM, Fung HC, de Silva R (2006). „Untangling the tau gene association with neurodegenerative disorders”. Hum. Mol. Genet. 15. 15 Spec No 2 (Review Issue 2): R188—95. PMID 16987883. doi:10.1093/hmg/ddl190.
- Roder HM, Hutton ML (2007). „Microtubule-associated protein tau as a therapeutic target in neurodegenerative disease”. Expert Opin. Ther. Targets. 11 (4): 435—42. PMID 17373874. S2CID 36430988. doi:10.1517/14728222.11.4.435.
- van Swieten J, Spillantini MG (2007). „Hereditary frontotemporal dementia caused by Tau gene mutations”. Brain Pathol. 17 (1): 63—73. PMC 8095608 . PMID 17493040. doi:10.1111/j.1750-3639.2007.00052.x.
- Caffrey TM, Wade-Martins R (2007). „Functional MAPT haplotypes: bridging the gap between genotype and neuropathology”. Neurobiol. Dis. 27 (1): 1—10. PMC 2801069 . PMID 17555970. doi:10.1016/j.nbd.2007.04.006.
- Delacourte A (2005). „Tauopathies: recent insights into old diseases”. Folia Neuropathol. 43 (4): 244—57. PMID 16416389.
- Hirokawa N, Shiomura Y, Okabe S (октобар 1988). „Tau proteins: the molecular structure and mode of binding on microtubules”. J. Cell Biol. 107 (4): 1449—59. PMC 2115262 . PMID 3139677. doi:10.1083/jcb.107.4.1449.

## Spoljašnje veze
Mediji vezani za članak Tau protein na Vikimedijinoj ostavi

- tau+Proteins на 
- GeneReviews/NCBI/NIH/UW entry on MAPT-Related Disorders
- MR scans of variant CJD CSF Tau positive man

|  | Molimo Vas, obratite pažnju na važno upozorenje u vezi sa temama iz oblasti medicine (zdravlja). |